# ダヴィド・ディ・トマソ
ダヴィド・ディ・トマソ（David di Tommaso 、1979年4月9日 - 2005年11月29日 ）は、フランス・エシロル出身のプロサッカー選手。現役時代のポジションはDF（CB）。
現役中の2005年11月、心疾患により26歳で死去した。

## 経歴

### クラブ
ASモナコでプロキャリアをスタート。1999-00シーズンにはリーグ・アン制覇を達成した。
2001年、CSスダン・アルデンヌに移籍。
2004年、FCユトレヒトに移籍。初年度から主力に定着し、シーズン終了後にはサポーター投票でチームの年間ベストプレーヤーに選ばれた。2005年11月27日のアヤックス・アムステルダム戦が最期の試合となった。

### 代表
U-17とU-21の代表歴があり、1996年にUEFA U-17欧州選手権（当時はU-16）、2002年にUEFA U-21欧州選手権に参加した。

## 突然の死とその後
2005年11月29日、ユトレヒトの自宅で、ベッドの上で心肺停止状態になっているのが発見され、そのまま死亡が確認された。
2005年12月1日、FCユトレヒトのホームスタジアムでお別れ会が開かれ、サポーター14,000人が詰めかけた。ユトレヒトとスダンはディ・トマソがそれぞれのクラブで着用していた背番号「4」と「29」を永久欠番にすると発表した。
2007年3月、モナコ時代のチームメイトで親友だったガエル・ジヴェとセバスティアン・スキラシが中心になってチャリティーセールを開催。収益金は全額ディ・トマソの妻と息子に渡された。